# Vortex lanceolatus
Vortex lanceolatus is een soort in de taxonomische indeling van de platwormen (Platyhelminthes). De worm is tweeslachtig en kan zowel mannelijke als vrouwelijke geslachtscellen produceren. De soort leeft in zeer vochtige omstandigheden. 
De platworm komt uit het geslacht Vortex. Vortex lanceolatus werd in 1882 beschreven door Graff L.